# Tyko Reinikka
Tyko Henrik Reinikka, född 10 december 1887 i Uleåborg, död 18 januari 1964 i Helsingfors, var en finländsk bankir och politiker.
Han var medlem i styrelsen för Kansallis-Osake-Pankki (KOP) 1932-56. Reinikka var även medlem av riksdagen för agrarförbundet 1922-30, och handels- och industriminister 1925-26 samt finansminister 1929-30, 1936 och 1943-44. 
I krigsansvarighetsprocessen efter fortsättningskriget dömdes han till fängelse i två år, där han satt 1946-47.